# CD Land Group
CD Land Group — российская группа компаний, основанная в 1997 году, известная по работе с такими артистами, как Дима Билан, Ани Лорак, ВИА Гра, Дискотека Авария, Александр Рыбак, Звери, Мумий Тролль, Варвара и другими. Центральный офис расположен в Москве. В структуру компании входят несколько подразделений: CDLand music, CDLand Video, CDLand Contact и Торговый дом CDLand. Центральный офис расположен в Москве.

## CDLand music
CDLand music – музыкальное издательство, обладающее возможностями дистрибуции, продюсирования и монетизации прав. CDLand music сотрудничала с такими известными артистами, как Звери, Мумий Тролль, Лолита, Любовь Успенская, Земфира, Нурминский, CYGO, #2Маши, Евой Власовой, МЕЗЗА и тд. Сейчас каталог CDLand music содержит более 2500 музыкальных композиций. 
Возможности цифровой дистрибьюции включают в себя:
- Монетизация. Монетизация стриминга, социальных сетей, авторской доли в цифровой среде и с витрин продаж.
- Регистрация авторских прав. CDLand music регистрирует права авторов в публичных авторских сообществах (РАО, ВОИС, РСП).
- Редакторская поддержка. Музыкальный лейбл имеет связи с более чем 200 платформами, что позволяет создавать, размещать и продвигать качественный контент.
- Техподдержка по выкладке. CDLand music оказывает круглосуточную поддержку релизов артистов на всех цифровых площадках.

Возможности продюсерского центра включают в себя:
- PR-поддержка. Компания обеспечивает коммуникацию с прессой, гостевые эфиры на радио, организацию презентаций.
- SMM-продвижение. CDLand Music обеспечивает полный контент-менеджмент, разработку дизайна и техническое сопровождение. Компания организует прямую рекламу.
- Проработка радио и ТВ. Музыкальный лейбл успешно размещает треки и видеоклипы на радиостанциях и телеканалах регионального и федерального уровней.
- Полная синхронизация. CDLand Music сотрудничает с различными телеканалами и кинокомпаниями на коммерческой основе.
- Оказание юридической поддержки.

У издательства есть предшественник – музыкальный лейбл CD Land Records, известный выпуском записей артистов разного уровня: «Мечта» Жасмин, «Respect и Уважуха» Павла Воли, альбом «Эмансипация» и сборник «Бриллианты» «ВИА Гры», альбом «Пропавший без вести» и сборник «Гляди пешком» «ДДТ», «Солнцеворот» «Алисы», альбом «Детки» и сингл «Кто?» «Пропаганды», «Районы-кварталы» группы «Звери», «Больше чем песни» группы «Гости из будущего», «Дорога сна» группы «Мельница», «Восточные сказки» «Блестящих», «Выживу стану крепче» группы «Sixtynine», «Город дорог» Гуфа, «Город обмана» Ёлки, «Время рождения» и «Снегу рада» Алёны Высотской, "Любовь негодяя" Андрея Князева (Князь) и "Я алкоголик, Анархист" Михаила Горшенёва (Горшок) и т. д. Дистрибьютор в Республике Беларусь – West Records.
Благодаря CD Land Group впервые в России музыка массово продавалась на flash-носителях — альбомы «Believe» Димы Билана, «Fairytales» Александра Рыбака, «Солнце» Ани Лорак, «The Boss» Тимати, «Я живу в России» Трофима и сборник «The Best» группы «Дискотека Авария».

## CDLand Video
Video Land ранее CDLand Video – компания, занимающаяся покупкой фильмов, мультфильмов, сериалов, аниме и дальнейшей кинотеатральной дистрибуцией, включающей в себя офлайн- и онлайн-кинотеатры.
CDLand Video работает со всеми онлайн-площадками. В число онлайн-кинотеатров входят: Триколор, Okko, КиноПоиск, Megogo и другие.
CDLand Video издает кинокартины как российского, так и зарубежного производства: «Человек Божий», «Ван Гог. С любовью, Винсент», «Уроки Фарси», «Грань Времени», «Битва за Севастополь», «А зори здесь тихие...», «Холодный фронт», «Мне не больно», «Тринадцать», «Монстры», «Детям до 16».
Среди сериалов компания издавала «Мастер и Маргарита» и «Екатерину», среди аниме – «Вайолет Эвергарден: Вечность и призрак пера (2019)» и «Вайолет Эвергарден. Фильм (2020)».
В 2021 году компания занималась съемкой фильма «Ласточки Христовы», где продюсером выступил президент группы компаний CD Land Group - Юрий Цейтлин .
Компания CDLand Video сотрудничает с федеральными каналами: Спас, Пятница, Россия-Культура и другими.
CDLand Video принадлежит несколько YouTube-каналов по показу российских и зарубежных фильмов:
- VideoLand (более 2 миллионов подписчиков)[9];
- Детский Клуб™ (более 1 миллиона подписчиков)[10];
- CD LAND VIDEO (более 1,5 миллионов подписчиков)[11];
- Домашний;
- CINEMATIC;
- ASHTRAY.

В 2023 году возрождается Домашнее развлечение Blu-ray с Бонусами.

## CDLand Contact
CDLand Contact – компания, специализирующаяся на защите интеллектуальной собственности, отслеживании нарушений и представлении интересов держателей брендов и товарных знаков в судах.
CDLand Contact имеет региональные представительства – юридические компании, в перечень услуг которых входит: отслеживание и выставление нарушений, подача претензий и исковых заявлений, представление интересов заказчиков в судебных инстанциях.
В 2017 г. компания приобрела авторские права на художественный образ Ждуна (оригинальное название Homunculus loxodontus) у художницы Маргрит ван Бреворт. Кроме того, CDLand Contact принадлежит товарная марка на название «Ждун», широко известное в Рунете.

## Торговый дом CDLand
Торговый дом CDLand – компания, специализирующаяся на дистрибуции товаров народного потребления в категории продовольственные товары.
В число дистрибутируемых продуктов входят: пончики ANI Brawo Donut, Лидский квас, Лидское пиво, Сыр Филадельфия (PHILADELPHIA), Белёвская пастила и другие.
В настоящее время у компании заключены контракты с ведущими сетями: X5 Retail Group, Азбука Вкуса, Ашан, Дикси, Магнит, Магнолия.